# ドミニク・ハインツ
ドミニク・ハインツ（Dominique Heintz 、1993年8月15日 - ）は、ドイツ・ノイシュタット・アン・デア・ヴァインシュトラーセ出身のプロサッカー選手。ポジションは、ディフェンダー(CB)

## 経歴
2018年5月23日、SCフライブルクに移籍することが発表された。
2021年12月22日、1.FCウニオン・ベルリンへの移籍がきまり、2022年1月より加入することが発表された。
2022年8月11日、VfLボーフムへレンタル移籍。